# Carlos Guastavino
Carlos Vicente Guastavino (Santa Fe, 5 de abril de 1912 - ibídem, 29 de octubre de 2000) fue un compositor y pianista argentino.

## Biografía
Nació y falleció en Santa Fe, ciudad capital de la homónima provincia argentina. 
De allí partió, con la pujanza característica de los jóvenes provincianos eclipsados por la inquietante actividad cultural y económica de Buenos Aires. Allí regresó, anciano ya, para compartir los últimos años de su existencia con su terruño y descansar definitivamente en la localidad aledaña de San José del Rincón, aquella que se evoca de manera tan intensa en su canción "Pueblito, mi pueblo".
Su niñez transcurrió en el seno de una familia que, como muchas de principios del siglo XX, era aficionada a la música. Sus padres, Amadeo y Josefina, ejecutaban la guitarra y la mandolina respectivamente. Su tío Pedro improvisaba en el clarinete y su hermano mayor, José Amadeo, en el piano. Espontaneidad e intuición musical fueron las primeras experiencias lúdicas de Carlos, el tercero de aquellos seis hermanos, que apenas con cuatro años de edad, siendo discípulo de la pianista Esperanza Lothringer, debutó en el Teatro Municipal en la interpretación de una pequeña composición para dúo de violín y piano escrita por ella.
Aprehendió la música popular rural de manera espontánea, sintiéndose impactado especialmente por el cielito y el triste. Aún anciano, recordaba de memoria y con especial cariño aquellas coplas que su tío Pedro, un hombre de campo natural de la provincia de Buenos Aires, solía cantar en sus visitas a Santa Fe.
Atraído por las Ciencias Exactas desde la adolescencia, tras finalizar el bachillerato, abordó la carrera de Ingeniería Química en la Universidad Nacional del Litoral sin abandonar, sin embargo, su actividad como concertista de piano. En 1937, tomó contacto con Héctor Ruiz Díaz, siendo clave la experiencia de trabajar a dos pianos con él para su decisión de dedicarse exclusivamente a la música. Con una beca del Ministerio de Instrucción Pública de su provincia, prosiguió estudios de perfeccionamiento en la capital argentina.
Ya establecido en Buenos Aires, tras un paso fugaz de unos pocos meses por el Conservatorio Nacional de Música, continuó estudios en forma privada con el compositor y pedagogo Athos Palma. Con él sistematizó, en un lapso de tiempo intensamente breve, su bagaje de conocimientos empíricos previos, en especial en las disciplinas de armonía, morfología y contrapunto.
Una vida de viajes e intensas experiencias artísticas fue la que llevó durante la década de los años 40’ y 50’. Itinerarios por países limítrofes de Argentina, dos estancias en Londres –una, como parte de una gira europea que incluyó otras ciudades y otra, gracias a una beca del British Council- y además, algunos meses de gira por la Unión Soviética y China en 1956, fueron cimentando su fama de compositor-pianista destacado en el ámbito de su propio repertorio vocal de cámara y pianístico de corte nacionalista.
La posibilidad desde sus comienzos de acceder a la publicación de sus composiciones en la Editorial Ricordi no fue por cierto un tema menor: ello le abrió una vía inmensa de circulación en el ámbito internacional que permitió una vasta divulgación de su música. Su producción es extensa en el campo del repertorio de cámara y solístico: incluye piezas vocales con piano, obras corales a capela, para grupos instrumentales, piano y guitarra. Algunas alcanzaron tanta difusión que necesitaron ser reiteradamente reeditadas (los casos de las canciones "Pueblito, mi pueblo" y "Se equivocó la paloma" y del "Bailecito para piano" fueron y siguen siendo los más notables en este sentido).
Reconocidos intérpretes clásicos y populares como Concepción Badía, Victoria de los Ángeles, Joan Manuel Serrat, Alfredo Kraus, José Carreras, María José Montiel, Teresa Berganza, Jorge Chaminé, John Williams, Miguel Ángel Girollet, Mercedes Sosa, José Cura, Rudolf Firkušný, Víctor Villadangos, Marcos Fink, Eduardo Falú, Gerard Souzay, Cecilia Pillado entre muchos otros, han abordado su música en conciertos y grabaciones a lo largo del siglo XX. Su discografía es muy amplia y en la actualidad continúa creciendo sin pausa. Algunas canciones han sido traducidas a otros idiomas y se escuchan en Indonesia, Japón, Australia, aparte de Europa y Estados Unidos.
Tras un período de 12 años alejado de la vida pública y sin realizar nuevas composiciones, Guastavino volvió a producir, motivado por una nueva relación personal entablada con el músico Carlos Vilo, a quien dedicó especialmente 16 composiciones. Ante este nuevo momento creativo, Guastavino siguió componiendo hasta fallecer, en el año 2000.
Es Guastavino uno de los pocos exponentes del nacionalismo musical argentino que goza de un reconocimiento internacional. Así lo interpretó en 1987 la Organización de los Estados Americanos (OEA) y el Consejo Interamericano de Música (CIDEM) que lo homenajearon con la máxima distinción de ese organismo. Recibió además el "Premio Consagración Nacional" de la Secretaría de Cultura de la Nación (1992), una distinción de la "Asociación de Críticos Musicales de Argentina" (1993), el reconocimiento de la localidad bonaerense de San Pedro como "Ciudadano Ilustre" (1993) por la canción El Sanpedrino (en colaboración con León Benarós) y la declaración como "Personalidad Emérita de la Cultura Argentina" por parte de la Presidencia de la Nación (1999). En 2009 se le otorgó el Premio Konex de Honor, como personalidad musical relevante fallecida en la década anterior.

## Obras
Asombrado descubro que en mi catálogo existen alrededor de trescientas cincuenta obras. (Carlos Guastavino, 1992)

Su vasta obra, se reparte en obras para piano, guitarra, música de cámara para diversas formaciones, obras para orquesta, coro a capela o con piano y una enorme cantidad de canciones para voz y acompañamiento. Además es notable la cantidad de arreglos de obras ya existentes para otras formaciones. 
Una amplia mayoría de su obra es para ser cantada. Guastavino amaba la voz, y amaba cantar. Es por ello que incluso cuando escribió para piano lo hizo de un modo “coral”, polifónicamente.

## Orquesta
- Ballet "Fue una vez" (perdido) - 1942
- Suite Argentina - Ballet

1. Gato
2. Se equivocó la paloma
3. Zamba
4. Malambo
- Despedida - Cantata para coro, barítono solista y orquesta - 1972
- Romance de Santa Fe - para piano y orquesta
- Tres Romances Argentinos

1. Las Niñas
2. Muchacho Jujeño
3. Baile en Cuyo

## Piano

### Piano solo
- Bailecito - 1940

- Gato - 1940

- Tierra linda - 1940

- Diez cantos populares - 1974

- Las Niñas - 1953

- Diez Cantilenas argentinas - 1953-1958

1. ...Santa Fe para llorar
2. Adolescencia
3. Jacarandá
4. El ceibo
5. Abelarda Olmos
6. Juanita
7. Herbert
8. Santa Fe antiguo
9. Trébol
10. La casa
- Diez Preludios (sobre melodías populares infantiles argentinas) - 1952

1. La dama dama
2. La flor de caña
3. Rimorón
4. Margarita
5. Bordando para la reina
6. Una niña bonita
7. ¡ Cuántas estrellas !
8. Un día de domingo
9. La torre
10. En un coche va la niña
- Sonata - 1947

1. Allegro Íntimo
2. Scherzo. Molto Vivace
3. Recitativo. Lento
4. Fuga y final. (el tema de la fuga está basado en la melodía popular riojana "Viniendo de Chilecito")
- Sonatina - 1945

1. Allegretto
2. Lento muy expresivo
3. Presto
- Tres Sonatinas sobre ritmos de la manera popular argentina - 1949

1. Movimiento
2. Retama
3. Danza
- La tarde en Rincón - 1952
- El Sampedrino - 1992
- Pueblito, mi Pueblo (Canción Argentina) - junio de 1957
- Las niñas - dedicada a Haydée Giordano - 1953
- Romance de Cuyo (La Zamacueca) - 1953
- Pampeano - 1952
- Estilo a la manera popular - 1952
- Las Presencias (los nombres de esta serie son imaginativos)

N° 1 "Loduvina" - 1960
N° 2 "Ortega" - 1960
N° 3 "Federico Ignacio Céspedes Villega" - 1961
N° 4 "Mariana" - 14 de noviembre de 1961
N° 5 "Horacio Lavalle" - 16 de diciembre de 1961
(existen cuatro Presencias más: N.º 6 "Jeromita Linares" para orquesta de cuerdas y guitarra, la N.º 7 "Rosita Iglesias" para violín y piano, la Presencia N.º 8 "Luis Alberto" para oboe, clarinete, trompa, fagot y piano y la N.º 9 para corno inglés y piano)
- Suite Argentina - Ballet (reducción para piano, versión para ensayos del ballet) - 1953

1. Gato
2. Se equivocó la paloma (Rafael Alberti) - piano, voz y coro
3. Zamba
4. Malambo
- Mis amigos (Retratos musicales para jóvenes pianistas) - 1966

1. Luisito, de la calle Concordia
2. Nelly, de la calle Río Cuarto
3. Ismael, de la calle Teodoro García
4. Pablo, del Aeroparque
5. Fermina, de la calle Aranguren
6. Gabriel, de la calle Andonaegui
7. Alberto, de la calle Posadas
8. Casandra, de la calle Galileo
9. Damían, de la calle Malabia
10. Alina, de la calle Lacroze
- Tres Romances nuevos - 1954

1. La Niña del Río Dulce
2. El Chico que vino del Sur
3. (el tercer romance no existe)
- La Siesta (tres preludios) - 1952

1. El Patio
2. El Sauce
3. Gorriones

### Piano a cuatro manos
- Romance del Plata - Sonatina - 1987

1. Allegro Cantabile
2. Andante Cantabile Sereno
3. Rondo

### Dos pianos
- Romance de Santa Fe (reducción de la orquesta para un segundo piano realizada por Guastavino)
- Tres Romances argentinos

1. Las Niñas de Santa Fe
2. Muchacho Jujeño
3. Baile en Cuyo
- Composiciones a dos pianos (transcripciones de Guastavino)

Bailecito
Gato (a la manera popular)
Llanura
Se equivocó la paloma (versión libre)

## Guitarra
- Sonata n.º 1 dedicada a José Amadeo Guastavino- 1967

1. Allegro Deciso
2. Andante
3. Allegro Spiritoso
- Sonata n.º 2 dedicada a Roberto Lara - 1969

1. Allegretto intimo ed espressivo
2. Andante sostenuto
3. Presto
- Sonata n.º 3 dedicada a Horacio Ceballos - 1973

1. Allegro preciso e rítmico
2. Adagio
3. Allegro
- Bailecito (transcripción N°33 del compositor de la obra para piano) - 1967
- Pequeño mío - Transcripción de la obra para canto y piano - 1960
- La Tarde en Rincón (transcripción N°18 del compositor de la obra para piano) - 1958
- Trébol (transcripción de la N.º 9 de Diez cantilenas argentinas para piano)
- El Ceibo (transcripción de la N.º 4 de Diez cantilenas argentinas para piano)
- Santa Fe para llorar
- Santa Fe Antiguo (transcripción de la N.º 8 de Diez cantilenas argentinas para piano) - 1953

## Cámara
- Presencia N° 6 "Jeromita Linares" para cuarteto de cuerdas y guitarra - 22 de julio de 1965
- "La rosa y el sauce" para violonchelo y piano (transcripción para violonchelo y piano de Aurora Nátola Ginastera)
- Sonata para trombón o trompa y piano - 1973

1. Andante cómodo. Allegro
2. Andante cantabile
3. Rondo. Allegro giusto
- Sonata para clarinete y piano
- Tonada y cueca, para clarinete y piano.
- Introducción y allegro, para flauta (o flauta dulce) y piano.
- Sonetos del Ruiseñor, para soprano, flauta, clarinete, violonchelo y piano (Lorenzo Varela) - 15 de marzo de 1988
- Música para cuatro trombones o cuatro cornos - 1971

1. Marcha
2. Canción Popular
3. Interludio
4. Final
- Tres Cantilenas Argentinas y Final para cuerdas

1. La casa (n.º 10)
2. Juanita ( N.º 6 )
3. El ceibo ( N.º 4 )
4. Final, romance en Colastiné
- Cuarteto para arcos (1948), estrenado mundialmente en el año del centenario de su nacimiento por el Cuarteto Gianneo.

## Violín y piano
- "Llanura" transcripción del compositor N.º 4 - 1950
- Sonata, en un movimiento - 1953
- "Pueblito, mi pueblo..." transcripción N°17 del compositor de la obra para dos voces y piano - 1957
- Presencia N° 7 "Rosita Iglesias" - 1965

## Coro

### Coro a capela
- Se equivocó la paloma, para coro a cuatro voces mixtas (Rafael Alberti) - 1941
- Se equivocó la paloma, para coro femenino (Rafael Alberti)
- Arroyito Serrano
- Ay, que el alma... para doble coro a siete voces (León Benarós) - 8 de abril de 1973
- Canción de Navidad
- Mi canto
- Ombú (para coro masculino)
- Canciones Populares Argentinas (Recogidas y armonizadas por Guastavino)

1. Desde que te conocí - 1960
2. Viniendo de Chilecito - 1960
3. En los surcos del amor - 1960
4. Mi garganta - 1960
5. Quien te amaba ya se va - melodía tomada a Eduardo Falú - 13 de junio de 1960
6. Cañaveral - melodía tomada a Eduardo Falú - julio de 1960
7. Ciego quisiera haber sido - melodía tomada a Eduardo Falú - junio de 1960
8. La Cuartelera - melodía tomada a Eduardo Falú - julio de 1960
9. Lloraré - melodía tomada a Eduardo Falú - julio de 1960
10. Una pena nuevamente - melodía tomada a Eduardo Falú - agosto de 1960
11. Margarita - melodía tomada de su madre - 1960
12. Que equivocación será - melodía tomada a Eduardo Falú - septiembre de 1960
13. Más vale me hubiera muerto - septiembre de 1960
14. ¡Oh! Pajarillo - melodía tomada a Eduardo Falú - octubre de 1960
15. Mírala como se va - melodía tomada a Eduardo Falú - octubre de 1960
16. En el río del amor - melodía tomada a Eduardo Falú - noviembre de 1960
17. No se puede, no se puede - melodía tomada a Eduardo Falú - noviembre de 1960
18. De camargo... - melodía tomada a Eduardo Falú - diciembre de 1960
19. Me voy - melodía tomada a Eduardo Falú - diciembre de 1960
20. La Torre en Guardia - melodía aprendida de su madre - diciembre de 1960
21. Severa Villafañe (León Benarós) - 1964
22. Zamba del quiero (Inés Malinow) - 21 de junio de 1964
23. Arroz con leche - melodía aprendida de su madre - 14 de julio de 1964
24. Tiempo del Jacaranda (Osiris Rodríguez Castillos) Música de Eduardo Falú - 7 de julio de 1964
25. Ay, que el alma... para coro a cuatro voces (León Benarós) - 4 de abril de 1965
26. Romance de José Cubas (León Benarós) - enero de 1965
27. Lucida se ve la rama - Madrigal (León Benarós) - 21 de abril de 1965

### Coro mixto y piano
- Indianas N° 1 para coro mixto (o cuarteto vocal) y piano

1. Gala del día (Arturo Vázquez) - 28 de octubre de 1967
2. Quién fuera como el jazmín (León Benarós) - 1 de noviembre de 1967
3. Chañarcito, chañarcito... (León Benarós) - 15 de noviembre de 1967
4. Viento Norte (Guiche Aizemberg) - noviembre de 1967
5. Al tribunal de tu pecho... (León Benarós) - 2 de diciembre de 1967
6. Una de dos (Juan Ferreyra Basso) - 12 de diciembre de 1967
- Despedida - Cantata para coro, barítono solista y piano - poesía de León Benarós (reducción de la orquesta realizada por Guastavino) - 1972
- Romance de ausencias para coro y dos pianos (Ricardo Rojas) - 6 de diciembre de 1963
- La edad del asombro, para coro de niños a una sola voz y piano (Hamlet Lima Quintana)

1- Los Asombros
a. El Día
b. La Noche - 16 de agosto de 1968
c. El Sueño - 21 de agosto de 1968
2- Los Seres - 
a. El Árbol - 27 de agosto de 1968
b. Los Pájaros - 30 de agosto de 1968
c. El Amigo - 4 de septiembre de 1968  https://www.youtube.com/watch?v=E0ZG8xmVKZU
3- La Frontera
a. Era un día de lluvia - 18 de septiembre de 1968
b. En el sueño de la calle - 30 de septiembre de 1968
c. Detrás de la pared - 27 de septiembre de 1968

### Coro masculino y piano
- Indianas N° 2 para coro masculino y piano

1. Eduardo Belgrano (Edgardo Apesteguía) - 5 de mayo de 1968 http://www.youtube.com/watch?v=kesegJX37Gk
2. La tarde (Ana María Chouhy Aguirre) - 16 de mayo de 1968.- Ver video: http://www.youtube.com/watch?v=bI8c8Vp0Hyw
3. Adiós, corazón de almendra (León Benarós) - 26 de abril de 1968
4. Sino (Juan Ferreyra Basso) - 26 de mayo de 1968
- "¡Quién fuera granaderito!", poesía de León Benarós; transcripción n.º 59 del compositor de la n.º 11 de 15 canciones escolares para canto y piano - 1990
- Romance de la Delfina, poesía de Guiche Aizemberg, transcripción n.º 55 del compositor, de la obra para canto y piano - 1988

## Canto y acompañamiento

### Canto y piano
- Se equivocó la paloma (Rafael Alberti)
- La rosa y el sauce (Francisco Silva)
- Pueblito, mi pueblo (Francisco Silva)
- Esta iglesia no tiene (Pablo Neruda)
- Anhelo (Domingo Zerpa)
- Cita (Lorenzo Varela)
- La Palomita (José Iglesias de la Casa)
- Piececitos (Gabriela Mistral)
- El Prisionero (Anónimo)
- Campanas (Francisco Silva)
- Severa Villafañe (León Benarós)
- Siesta (Francisco Silva)
- Noches de Santa Fe (Guiche Aizemberg)
- Riqueza (Gabriela Mistral)
- Romance de José Cubas (León Benarós)
- Por los campos verdes (Juana de Ibarbourou)
- El labrador y el pobre (Anónimo del Romancero)
- Soneto a la armonía (Ana María Chouhy Aguirre) - 1 de enero de 1962
- Los días perdidos - Soneto (Ana María Chouhy Aguirre) - junio de 1961
- Paisaje (Francisco Silva)
- El único camino (Hamlet Lima Quintana)
- Elegía para un gorrión (Alma García)
- Milonga de los dos hermanos (Jorge Luis Borges)
- Canciones Populares - 1967

01. Bonita rama de sauce - Canción (Arturo Vázquez)
02. El sampedrino - Canción pampeana (León Benarós)
03. Los desencuentros - Canción del Litoral (Guiche Aizenberg)
04. Quisiera ser por un rato... (León Benarós)
05. Vidala del secadal - Vidala (León Benarós)
06. Pampamapa - Aire de Huella (Hamlet Lima Quintana)
07. Abismo de sed - Zamba (Alma García)
08. Pampa sola - Canción del sur (Guiche Aizenberg)
09. El forastero - Canción (Atahualpa Yupanqui)
10. La siempre viva - Canción del Litoral (Arturo Vázquez)
11. Hermano - Canción del sur (Hamlet Lima Quintana)
12. Mi viña de Chapanay - Cueca (León Benarós)
- Pájaros (León Benarós) El N.º 2 está transcripto para sexteto vocal y piano (N.º 1 del Tríptico, transcripción N°56). El N.º 7 está transcripto por el compositor para coro masculino (transcripción N°42) - 1973

1. Benteveo
2. Torcacita
3. Hornero
4. Tacuarita
5. Alférez
6. Pirincho
7. Chingolo
8. Gorrión
9. Teru-Teru
10. Leñatero
- Tres Canciones sobre poesías de Luis Cernuda

1. Violetas
2. Pájaro muerto
3. Donde habite el olvido - poema IX
- Las Nubes - Tres canciones (Luis Cernuda)

1. Jardín antiguo
2. Deseo
3. Alegría de la soledad
- Seis Canciones de Cuna (Gabriela Mistral) - 1945

1. Hallazgo
2. Apegado a mí
3. Encantamiento
4. Corderito
5. Rocío
6. Meciendo
- Canciones del alba (León Benarós)

1. Los llantos del alba
2. El cerro estaba plateado
3. El paso de las estrellas
4. El albeador
- Cuatro Sonetos de Quevedo

1. Soneto I - Los que ciego me ven de haber llorado
2. Soneto II - Artificiosa flor, rica y hermosa
3. Soneto III - Tras arder siempre
4. Soneto IV - Esa color de rosa y de azucena
- Cuatro canciones coloniales (León Benarós)

1. Cuando acaba de llover - 3 de septiembre de 1965
2. Préstame tu pañuelito - 31 de mayo de 1965
3. Ya me voy a retirar - 24 de mayo de 1965
4. Las puertas de la mañana - 23 de mayo de 1965
- Siete Canciones sobre poesías de Rafael Alberti - 1946

1. La Novia
2. Geografía Física - "El Paraíso", Sierras de Córdoba, vacaciones de 1946
3. Elegía
4. Nana del niño malo
5. ¡Al puente de la golondrina!
6. ¡A volar!
7. Jardín de amores - mayo de 1946
- Cuatro Canciones Argentinas (Las melodías 1, 3 y 4 fueron dictadas por la Sra. Yolanda Pérez de Careno, en la ciudad de Jujuy el 16 de agosto de 1941; la número 2 fue recogida en Anillaco, Provincia de La Rioja (Argentina), a un grupo de jóvenes, en el mes de marzo de 1940)

1. Desde que te conocí
2. Viniendo de Chilecito
3. En los surcos del amor
4. Mi garganta
- Flores Argentinas (León Benarós)

1. Cortadera plumerito - 9 de octubre de 1969
2. El clavel del aire blanco - 13 de octubre de 1969
3. Campanilla, ¿a dónde vas? - 22 de octubre de 1969
4. El vinagrillo morado - 24 de octubre de 1969
5. ¡Qué linda la madreselva! - 29 de octubre de 1969
6. Las flores del macachin - 31 de octubre de 1969
7. Las achiras coloradas - 4 de noviembre de 1969
8. Jazmín del país;¡qué lindo! - 7 de noviembre de 1969
9. Aromito, flor de tusca.... - 11 de noviembre de 1969
10. La flor del aguapé - 13 de noviembre de 1969
11. Ay, aljaba, flor de chilco - 16 de noviembre de 1969
12. Ceibo, ceibo, zuiñandí - 18 de noviembre de 1969

## Discografía
- 2020- 2024 - Obra Completa para Piano por Lilia Salsano - Sello Discográfico: Shagrada Medra Digital - Grabado en la Sala Sinfónica del Centro Cultural Kirchner de Buenos Aires - Subsidios Nacionales del INAMU 2015 y 2022 - Álbum 1 "Poesía" (2020), Álbum 2 "Presencias" (2022), Álbum 3 "Paisajes" (2024)
- Piano Music / Hector Moreno, Norberto Capelli / Marco Polo, 8-223462
- Guitar Music of Argentina, volume 2 / Victor Villandagos (guitar) / Naxos Classical, 8-557658
- Guitar Music of Argentina, volume 1 / Victor Villandagos (guitar) / Naxos Classical, 8-555058
- Flores Argentinas - Patricia Neme canta a Guastavino / Patricia Neme, mezzosoprano; Carlos Koffman y Valentina Díaz Frenot, piano - Cosentino
- 1964 - Canciones populares argentinas/ Juan Carlos Taborda, acompañado por Carlos Guastavino - ANTAR, 1964
- 1971 - Camerata Bariloche y Eduardo Falú / Jeromita Linares, Eduardo Falú, guitarra - reeditado en 1984 - Cosentino
- 1984 - South American Songs / Teresa Berganza (mezzo-soprano), Juan-Antonio Álvarez-Parejo (piano) / Claves, CD 50-8401.
- 1987 - Argentinian Songs / Raúl Giménez (tenor), Nina Walker (piano) / Nimbus Records, NI 5107.
- 1990 - Classics of the Americas, volume 2 / Margot Pares-Reyna (soprano), Georges Rabol (piano) / Opus 111, OPS 30-9002.
- 1995 - Mélodies (1995) / Jorge Chaminé (baritone), Marie-Françoise Bucquet (piano) / Lyrinx 149 (882 149).
- 1996 - Flores Argentinas / Marcos Fink (bass-baritone), Luis Ascot (piano) / Cascavelle, VEL1059.
- 1997 - Obra integral para piano solo / Grupo de estudios pianísticos Alberto Ginastera (Dora de Marinis, Mauricio Lövfall, Marcela González, Fernando Viani, Julio Ogas, Elena Dabul, Alejandro Cremaschi, Martín Bucki) - Cosentino
- 1998 - Tango Malambo: Argentine Piano Music vol. 1, Cecilia Pillado, piano. Berlin Classics, 0011802BC (TaMa 261219301). Contiene de Guastavino: Romance de Cuyo (La Zamacueca)
- 1999 - ¡Cuántas Estrellas!: Argentine Piano Music vol. 2, Cecilia Pillado, piano. Berlin Classics, 0011852BC (TaMa 261219302). Contiene de Guastavino: Diez Preludios (sobre melodías populares infantiles argentinas)
- 1999 - Se equivocó la paloma...; Suaste canta Guastavino. Jesús Suaste, (barítono), Alberto Cruzprieto (piano), México: Quindecim (no. de catálogo: QPO36).
- 2002 - Canciones Amatorias / Bernarda Fink (mezzo-soprano), Roger Vignoles (piano) / Hyperion, CDA 67186.
- 2002 - Vai Azulão / Agathe Martel (soprano), Marc Bourdeau (piano) / Marquis Classic, MAR 285.
- 2006 - Canciones Argentinas / Bernarda Fink (mezzo-soprano), Marcos Fink (bass-baritone), Carmen Piazzini (piano) / Harmonia Mundi, HMC 901892.
- 2007 - Flores Argentinas: Canciones de Ginastera y Guastavino / Inca Rose Duo: Annelise Skovmand, canto; Pablo González Jazey, guitarra. Cleo Productions, Cleo Prod 1002.
- 2008 - Complete Piano Music / Martin Jones, piano - Nimbus Records
- 2008 - Carlos Guastavino Canciones / Víctor Torres (barítono), Dora Castro (piano) / Universidad nacional del Litoral, IRCO Video S.R.L 2008
- 2010-Carlos Guastavino/Obras para guitarra y música de cámara/ María Isabel Siewers-guitarra- Cuarteto Stamic, Acqua Records